# Harriet Martineau
Harriet Martineau, angleška književnica, filozofinja, sociologinja in feministka, *12. junij 1802, Norwich, Anglija, ZK, † 27. junij 1876, Ambleside, Anglija.
Čeprav se Harriet Martineau v sociološki literaturi pogosto naziva kot "prva sociologinja", je ne moremo prištevati med klasike sociologije, kakor Durkheim in Webra, saj je bilo njeno zanimanje za družbene probleme bolj navezano na njeno liberalno politično pripadnost in pisateljevanje za laike. Ker  je namenjala manj pozornosti razlagi in uporabi sociološke metode, ki jo je deloma povzela od Comta, je zato toliko bolj pomemben njena zahteva, da se mora družba proučevati s celostnega vidika. Harriet Martineau je preusmerila pozornost proučevanja družbe s klasičnih tem, kot so politika, ekonomija in religija, na predhodno ignorirane teme: proučevanje vloge žensk v družbi, družino, vzgojo in izobraževanje ter na rasno vprašanje.

## Zgodnja leta
Rojena je bila kot šesta od osmih otrok v družini hugenotskega izvora, ki je po veroizpovedi pripadala unitarijanizmu. Svojo družinsko veroizpoved je kasneje zavrnila. Njen brat James Martineau je bil znan unitarijanski teolog in eden najvplivnejših britanskih  filozofov religije v 19. stoletju. Oče je bil lastnik manjše tekstilne manufakture, ki je zagotavljala znosen standard za preživljanje družine, čeprav je izhajal iz družine z bogato zdravniško tradicijo. Temu razumljivo je veliko časa namenil skrbi za izobrazbo otrok.
Harriet je verjetno oglušela med prebolevanjem katere od otroških bolezni, prav tako pa je izgubila čut za vonj in okus. Dodatno se je izobrazila na dekliški šoli, ki jo je vodila teta po očetovi strani. Občasno je začela objavljati prve prispevke v unitarijanskem časniku in nabožno literaturo.
Leto 1826 je bilo zanjo leto družinskih izgub. Najprej ji je umrl najstarejši brat, ki bi moral za očetom prevzeti obrt, kmalu zatem je sledil oče, istočasno pa ji je umrl še zaročenec. Družina je kmalu zatem izgubila premoženje z neko zgrešeno investicijo in Harriet je morala sama poiskati način za preživljanje. Ker je do dvajsetega leta popolnoma oglušela, ni bilo mogoče, da bi se preživljala s hišnim učiteljevanjem, zato je z vso resnostjo pričela pisateljevati in po sili razmer tudi šivati. Njene zgodbe so bile objavljene v manjših lokalnih časnikih, kar pa ni zadoščalo za preživljanje. Namesto nabožnega pisateljstva in družinskega svetovanja se je preizkusila v pisanju knjig iz politike in ekonomije za laično bralstvo. Tako je čakala vsaj pet let preden je dosegla intelektualni preboj z zbirko esejev »Primeri iz politične ekonomije«, v katerih je popularizirala Malthusove ekonomske nazore. Zanimivo je, da se ni se zavedala pomembnosti del Adama Smitha in Davida Ricarda..

## London
Leta 1832 se je končno finančno osamosvojena preselila v London, kjer se je seznanila z nekaterimi vodilnimi liberalno progresivnimi intelektualci, kot sta filozofa Harriet Taylor in John Stuart Mill, napredni kazenski reformist Alexander Maconochie, pisateljica George Eliot, zgodovinar Thomas Carlyle, humanistka Florence Nightingale ter ostali. Dve leti kasneje je sledila še naslednja uspešnica »Zakoni o uboštvu in revežih«, v kateri je problematizirala delavsko vprašanje in načine reševanja revščine delavskih slojev.
Navkljub neugodni osebni finančni situaciji se je odločila za dvoletno popotovanje po ZDA. Po vrnitvi je spisala svoje najbolj znano delo »Odstopanje med teorijo in prakso v ameriški družbi«, v kateri je podala svojo kritiko ameriške družbe, predvsem kar zadeva sužnjelastništvo. Eno od poglavij tega dela nameni političnemu položaju žensk v ZDA in kritiki izobrazbenih možnosti za ženske.
Ukvarjanje z družbenimi problemi je za nekaj časa izpodrinila literarna dejavnost. Leta 1839 je izdala svoje prvo novelo »Deerbrook«. Sledili so novela  »The Hour and the Man« (1840), napisana na podlagi življenja haitijskega revolucionarja Toussainta Louvertura, zbirka zgodb za otroke »The Playfellow« (1841) ter avtobiografija »Life in the Sick-Room«.

## Ambleside
V teh letih literarne dejavnosti se ji je močno poslabšalo zdravje in postala je odvisna od pomoči drugih. Leta 1844 se je preselila na manjšo posest blizu mesta Ambleside na severu Anglije, kjer preživela vse do smrti. Po kratkotrajnem ukvarjanju s hipnozo, ki je takrat predstavljala intelektualno modo, in prilagoditvi na bolezen je ponovno dobila ustvarjalni zagon. Leta 1849 je tako izšlo delo »Zgodovina Anglije v obdobju tridesetletnega miru«, prikaz polpreteklih dogodkov in ovrednotenje družbenega razvoja od Napoleonovega poraza naprej. Temu delu je sledil provokativen antireligiozni spis »Pisma o zakonih človekove narave in razvoja«, v katerem je zavrnila svoja unitarijanska prepričanja in prevzela prepričanja razsvetljenskega materializma. Odnosi med njo in njenim bratom Jamesom, ki je bil vodilni predstavnik unitarijancev v Angliji, si niso nikoli več opomogli.
Poleg rednega sodelovanja z uglednimi časopisi, za katere je napisala preko 1600 člankov, si je prizadevala za razširitev volilne pravice na ženske, zaščito žensk kot nižje plačane delovne sile in pravico do izobraževanje žensk na visokošolskih ustanovah. Veliko časa je namenila aktivističnemu delu in organiziranju.
Njene zadnje pomembnejše delo je prevod »Tečaja pozitivne filozofije« Augusta Comta, ki je prva predstavitev tega najpomembnejšega Comtovega dela angleško govorečemu bralstvu. Prevod je bil sprejet ugodno tudi s strani Comta. Vse do smrti leta 1786 je prispevala članke k političnemu boju žensk.